# Dystasia valida
Dystasia valida är en skalbaggsart som beskrevs av Stefan von Breuning 1937. Dystasia valida ingår i släktet Dystasia och familjen långhorningar.
Artens utbredningsområde är Sarawak. Inga underarter finns listade i Catalogue of Life.